# Raiffeisenbank Salzkammergut
Die Raiffeisenbank Salzkammergut eGen ist eine österreichische Regionalbank mit Sitz in Gmunden. Mit über 120 Mitarbeitern an 11 Standorten zählt das Institut zu den 10 größten Raiffeisenbanken in Oberösterreich.

## Geschichte

### Raiffeisenbank Salzkammergut
Die Raiffeisenbank Salzkammergut entstand 2008 durch den Zusammenschluss der Raiffeisenbank Salzkammergut Nord mit Sitz in Gmunden und der Raiffeisenbank Traunsee West mit Sitz in Altmünster. Beide Institute sind aus vorangegangenen Verschmelzungen hervorgegangen. Im Oktober 2018 wurde mit dem (in Eigenschreibweise klein geschriebenen) „haus salzkammergut“ am Klosterplatz in Gmunden die neue Bankzentrale eröffnet. Das Gebäude besteht aus dem denkmalgeschützten ehemaligen Forstamt und einem modernen Zubau.

### Frühere Einzelinstitute
Raiffeisenbank Salzkammergut Nord
Der erste Genossenschaftsvertrag ist vom 18. Dezember 1910 (Raiffeisenkasse Laakirchen). 1980 kam es zur Fusion mit der Raiffeisenkasse Lindach. Im Jahr 1992 kamen vier Banken hinzu: Raiffeisenbank Gmunden-Gschwandt, Raiffeisenbank Vorchdorf, Raiffeisenkasse Roitham und  Raiffeisenkasse Kirchham. Von 1992 bis 2008 war nun Raiffeisenbank Salzkammergut Nord reg.Gen.m.b.H. der Firmenname.
Raiffeisenbank Traunsee-West
Der erste Genossenschaftsvertrag ist vom 12. Dezember 1899 (Raiffeisenkasse Altmünster). 1992 erfolgte die Fusion mit der Raiffeisenkasse Pinsdorf und mit der Raiffeisenkasse Traunkirchen. 2008 wurde die Fusion mit der Raiffeisenbank Salzkammergut Nord beschlossen. Zum damaligen Zeitpunkt hatte die Raiffeisenbank Traunsee-West reg.Gen.m.b.H. ihre Filialen in Altmünster, Neukirchen bei Altmünster, Pinsdorf, Traunkirchen-Ort, Traunkirchen-Winkl und Ebensee.

## Wirtschaftliche Daten

### Standorte
Die Raiffeisenbank Salzkammergut unterhält 11 Bankstellen. Im Gerichtsbezirk Gmunden befinden sich die Bankstellen Altmünster, Gmunden, Gschwandt bei Gmunden, Kirchham, Laakirchen, Neukirchen bei Altmünster, Pinsdorf, Roitham am Traunfall, Traunkirchen und Vorchdorf. Im Gerichtsbezirk Bad Ischl befindet sich die Bankstelle Ebensee am Traunsee.

### Bilanzdaten
Die Bilanz per 31. Dezember 2019 zeigt folgendes Bild: Kunden: 42.594. Geschäftsvolumen: 2,43 Milliarden Euro. Finanzierungsleistung 861,6 Millionen Euro. Ersteinlagen 983,5 Millionen Euro. Bilanzsumme 1,19 Milliarden Euro. Eigenkapitalquote 14,3 %. EGT 6,8 Millionen Euro.
Im Bundesland Oberösterreich ist die Raiffeisenbank Salzkammergut eine der 10 größten Raiffeisenbanken. Im Jahr 2015 waren bei Raiffeisen Oberösterreich die „Top Sieben“ in Bezug auf die Bilanzsumme (ohne Raiffeisen-Landesbank): 1. Raiffeisenbank Wels 966,9 Mio. Euro, 2. Raiffeisenbank Perg 945,7 Mio. Euro, 3. Raiffeisenbank Region Schärding 925,1 Mio. Euro, 4. Raiffeisenbank Salzkammergut 906,9 Mio. Euro, 5. Raiffeisenbank Region Sierning 734,3 Mio. Euro. 6. Raiffeisenbank Region Ried im Innkreis 711,7 Mio. Euro, 7. Raiffeisenbank Region Kirchdorf 619,5 Mio. Euro. Im Jahr 2018 war das Ranking der „Top Fünf“ der Bilanzsumme: 1. Wels 1,307 Mrd. Euro, 2. Perg 1,137 Mrd. Euro, 3. Region Schärding 1,094 Mrd. Euro, 4. Salzkammergut 1,058 Mrd. Euro, 5. Region Sierning 1,023 Mrd. Euro.

## Die Bankzentrale in Gmunden – haus salzkammergut
Das „haus salzkammergut“ (Eigenschreibweise klein) befindet sich in Gmunden am Klosterplatz neben der Kapuzinerkirche. Das Gebäude besteht aus dem ehemaligen Forstamt und einem modernen Zubau. Das Forstamt ist unter dem Titel: „Amtsgebäude der ehem. K.K. Forst- und Domänen-Direktion Gmunden“ denkmalgeschützt (Listeneintrag). Erbaut wurde das Gebäude 1839 als Salinen- und Forstdirektion, ab 1850 war es die k.k. Salinen- und Domänendirektion. Von 1926 bis 2010 war es Sitz einer Forstdirektion der ÖBf. Im Jahr 2013 hat die Raiffeisenbank die Liegenschaft gekauft. Das Gebäude wurde anschließend renoviert und mit einem Anbau versehen.
Die Eröffnung der neuen Bankzentrale erfolgte im Oktober 2018. Das Gebäude beherbergt die Verwaltungszentrale sowie eine Bankstelle der Raiffeisenbank, ein Raiffeisen-Immobilien-Büro, eine Oberösterreichische-Versicherung-Filiale, ein Bereich für Coworking hinsichtlich Büroinfrastruktur („co-werk“) und ein Restaurant („das forst“).

## Raiffeisengenossenschaft
Die Raiffeisenbank Salzkammergut ist als Genossenschaftsbank organisiert, genauso wie rund 450 weitere Primärbanken von Raiffeisen Österreich. Als Genossenschaftsbank gehört sie den Mitinhabern, welche Geschäftsanteile gezeichnet  haben. Die über 70 oberösterreichischen Raiffeisenbanken sind gemeinsame Eigentümer der Raiffeisenlandesbank Oberösterreich, die 8 Landesbanken wiederum sind Mehrheitseigentümer der Raiffeisen Zentralbank Österreich bzw. seit 2017 der Raiffeisen Bank International. Rechtliche Grundlagen sind das österreichische Bankwesengesetz (BWG), das Genossenschaftsgesetz, das Genossenschaftsrevisionsgesetz und die (von der Generalversammlung beschlossenen) Statuten.
Organe der Raiffeisenbank Salzkammergut sind Vorstand, Aufsichtsrat und die genossenschaftliche Generalversammlung.

## Die Raiffeisenbanken im Salzkammergut
Im Bezirk Gmunden gibt es folgende 4 selbständige Raiffeisen-Bankgenossenschaften:
- Raiffeisenbank Salzkammergut mit Sitz in Gmunden (11 Filialen)
- Raiffeisenbank Almtal mit Sitz in Grünau im Almtal, gegründet 1897.[11] 3 Filialen: Scharnstein, St. Konrad, Grünau im Almtal.
- Raiffeisenbank Ohlsdorf mit Sitz in Ohlsdorf, gegründet 1895.[12] Nur Standort Ohlsdorf.
- Raiffeisenbank Inneres Salzkammergut mit Sitz in Bad Ischl, gegründet 1988 aus Vorgängergenossenschaften.[13] Im so genannten Inneren Salzkammergut gibt es 5 Filialen: Bad Ischl/Zentrum, Bad Ischl/Pfandl, St. Wolfgang im Salzkammergut, Bad Goisern am Hallstättersee, Gosau.